# Cicle del pal brasil

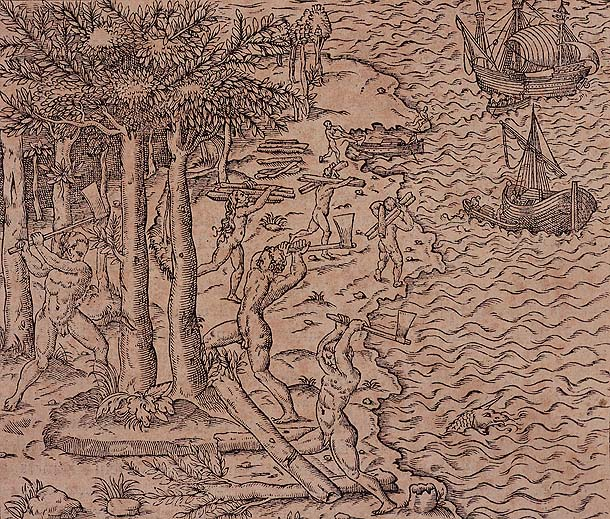
Tala de fusta del Brasil en il·lustració de la Cosmografia universal d'André Thevet, 1575.

El cicle del pal brasil (o cicle de la fusta del Brasil) va ser el primer cicle econòmic del Brasil. L'arbre, també anomenat pau-de-pernambuco (i que els indis tupis anomenaven ibirapitanga) era una riquesa de demanda creixent a l'Europa moderna.
Es calcula que, en el moment del descobriment del Brasil, hi havia més de 70 milions d'arbres brasil (Paubrasilia echinata), abundants en una franja de 18 km des de la costa de Rio Grande do Norte fins a Guanabara. Gairebé tots van ser talats i portats al continent europeu. L'extracció va ser tan gran que actualment l'espècie està protegida per evitar la seva extinció.
Les regions de Pernambuco, Porto Seguro i Cabo Frio tenien la concentració més alta del producte i, per tant, totes tres eren feitorias portugueses. Pernambuco, el lloc on va començar l'explotació de l'arbre, tenia la fusta més cobejada del Vell Món, la qual cosa explica el fet que pal brasil tingui com a nom principal «fusta de Pernambuco» en idiomes com el francès i l'italià.

## Història
Per a l'explotació de la fusta, la Corona Portuguesa va adoptar la política d'oferir als particulars, en general cristians nous, concessions per a l'explotació de la fusta brasil sota determinades condicions; els concessionaris havien d'enviar els seus vaixells per descobrir 300 llegües de terra, instal·lar fortaleses en les terres descobertes, conservant-les durant tres anys. A més, del que importaven al Regne, no pagarien res el primer any, el segon pagarien una sisena part i el tercer una cinquena part dels beneficis. Els vaixells fondejaven a la costa, unes quantes desenes de mariners desembarcaven i reclutaven indis per treballar en la tala i carregar els troncs, a canvi de petites mercaderies com roba, collarets i miralls (una pràctica anomenada «escambo» (barata)). Cada vaixell transportava una mitjana de 5.000 troncs de 1,5 metres i 30 quilos de pes.
L'any 1503, tota la terra del Brasil va ser arrendada per la Corona a Fernão de Loronha i altres cristians nous, que van extreure uns 20 mil quintals de fusta vermella. Segons Capistrano de Abreu, en Capítulos da História Colonial, cada quintal es venia a Lisboa per 21/3 ducats, però portar-lo allà només costava mig ducat. Els arrendataris pagaven 4.000 ducats a la Corona. Els mercaders de Lisboa i Porto enviaven vaixells a la costa per fer contraban de fusta brasil, ocells de plomatge colorit (lloros, guacamais), pells, arrels medicinals i indígenes per esclavitzar. Així, van néixer les primeres feitorias.
A més dels portuguesos, els seus rivals europeus, sobretot francesos, van començar a freqüentar la costa brasilera per fer contraban de fusta i capturar indígenes. Encoratjats pel seu rei, els corsaris van començar a freqüentar Guanabara a la recerca de pal brasil i altres productes. Es van guanyar la simpatia dels indígenes tamoios, que els van fer costat durant dècades contra els portuguesos.

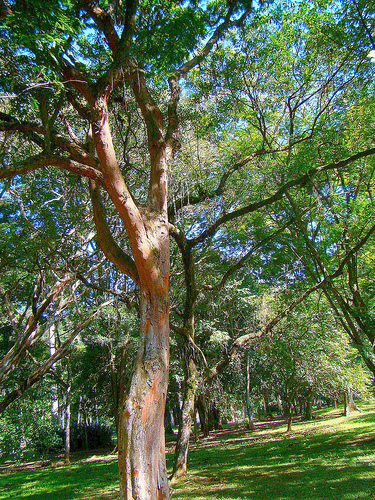
Exemplar d'un arbre de pal brasil (Caesalpinia echinata)
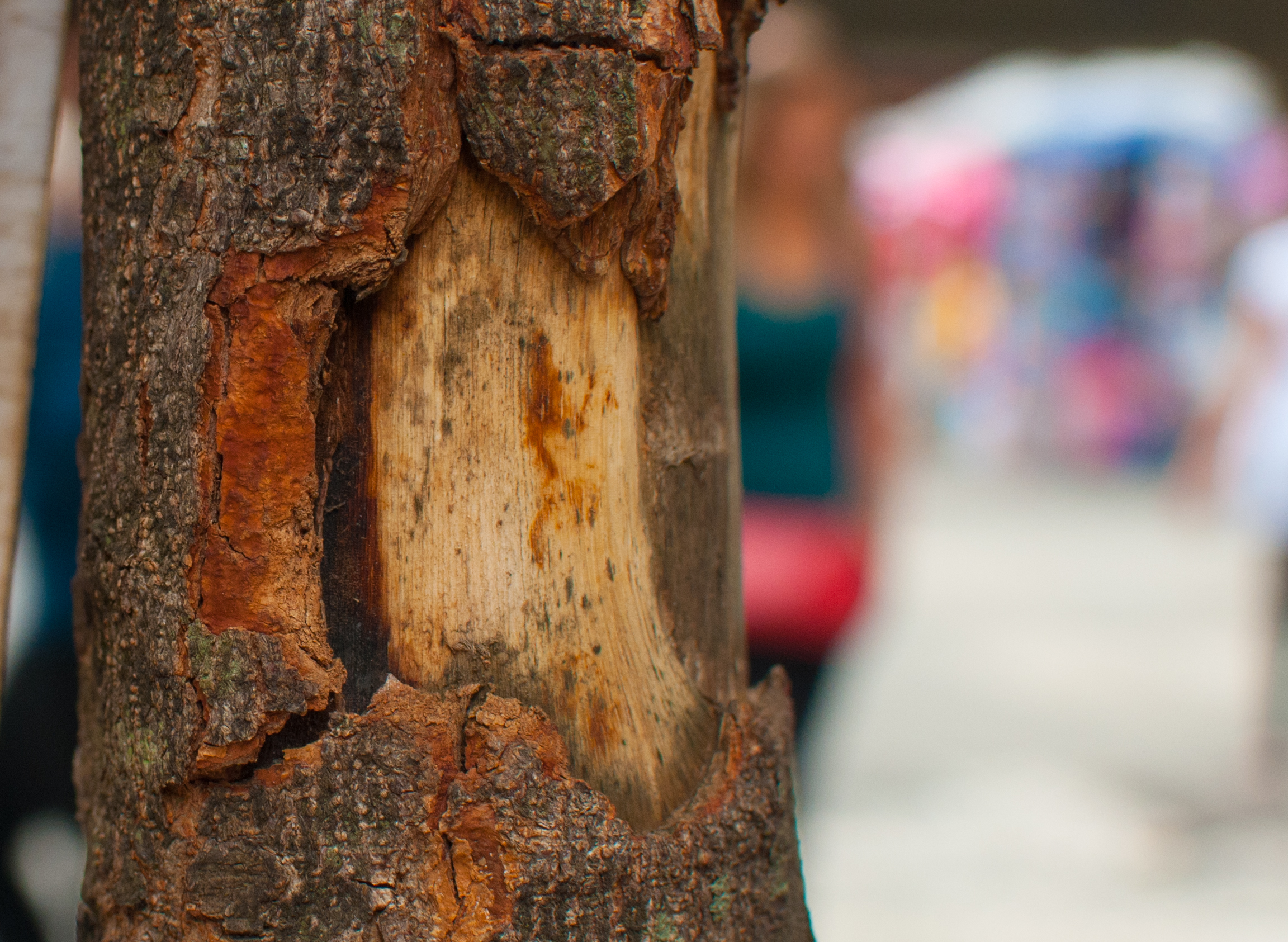
Tronc del pal brasil
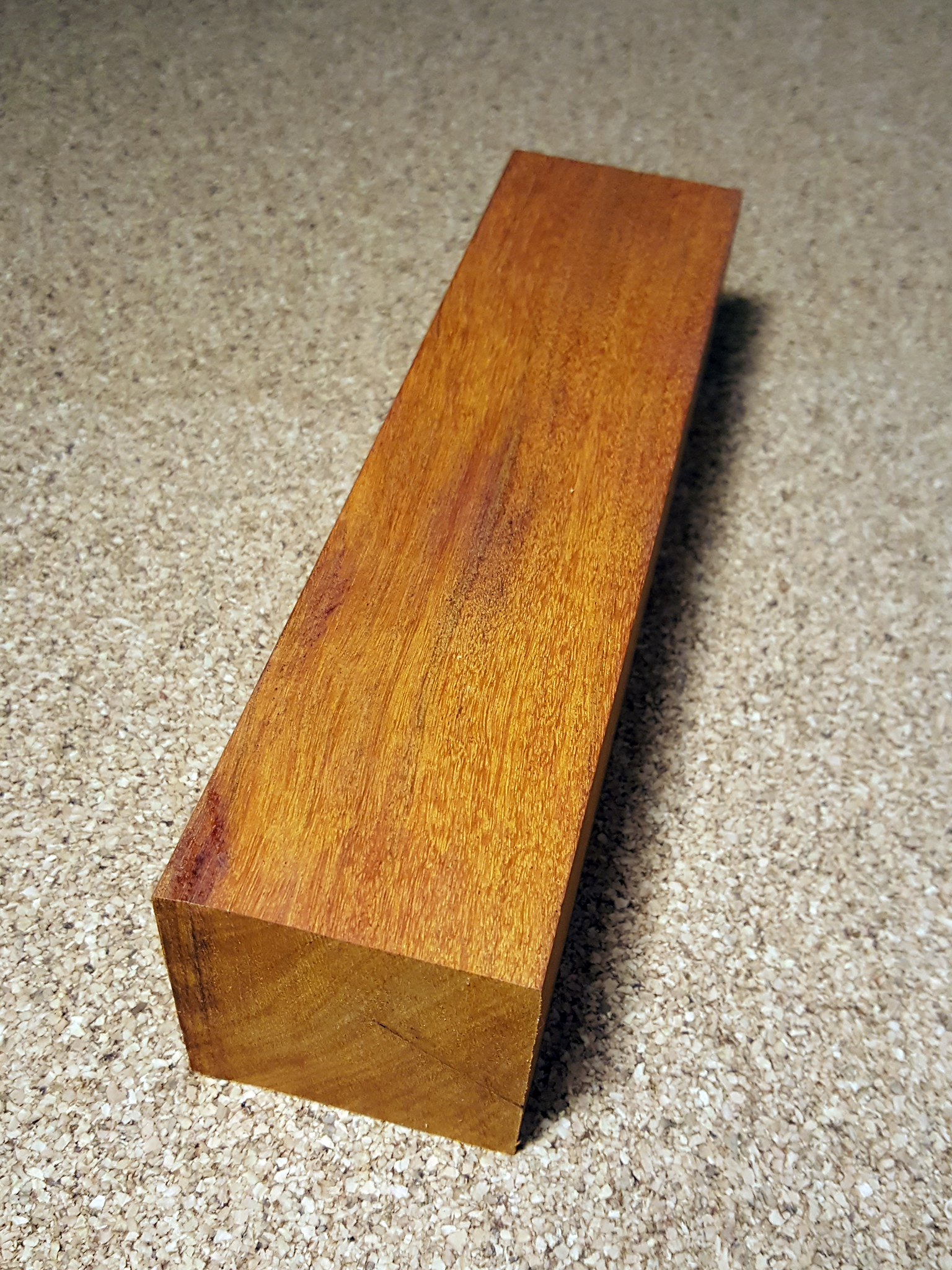
Fusta brasil

Portugal, adonant-se que la costa era visitada per corsaris i aventurers estrangers, va decidir enviar expedicions militars per defensar la terra. Es van anomenar expedições guarda-costas (expedicions de guardacostes), sent les dues més notables comandades per Cristóvão Jacques, de 1516-1519 i 1526-1528. Les seves expedicions eren bàsicament de caràcter militar, amb la missió de capturar els vaixells francesos que, sense pagar tribut a la Corona Portuguesa, treien grans quantitats de fusta brasil. L'any 1516 es va construir el primer engenho sucrer conegut a l'Amèrica portuguesa a la costa de Pernambuco, més precisament a la Feitoria (un ingeni sucrer) de Ilha de Itamaracá, confiada a l'administrador colonial Pero Capico (el primer «Governador das Partes do Brasil»). El 1526, els drets sobre el sucre de Pernambuco ja apareixien a la Duana de Lisboa.
L'expedició enviada l'any 1530 sota el lideratge de Martim Afonso de Sousa tenia com a objectiu explorar millor la costa, expulsar els francesos que rondaven pel sud i els voltants de Rio de Janeiro i establir centres de colonització o punts de comerç, com l'establert a Cabo Frio. L'any 1532 Martim Afonso va fundar el nucli de São Vicente, el primer poble del Brasil.
També l'any 1532, Bertrand d'Ornesan, el baró de Saint Blanchard, va intentar establir un lloc comercial a Pernambuco. Amb el vaixell A Peregrina, pertanyent al noble francès, el capità Jean Duperet va capturar la Feitoria d'Igarassu i la va fortificar amb diversos canons, deixant-la sota les ordres d'un cert senyor de La Motte. Mesos després, davant de les costes d'Andalusia (Espanya), els portuguesos van capturar el vaixell francès, que anava carregat amb 15.000 troncs de pal brasil, 3.000 pells de jaguar, 600 lloros i 1,8 tones de cotó, a més d'olis medicinals, pebre, llavors de cotó i mostres de minerals. I en el moment exacte en què A Peregrina estava sent capturat a la mar Mediterrània, el capità portuguès Pero Lopes de Sousa lluitava contra els francesos a Pernambuco. Un cop recuperada la feitoria, els soldats francesos van ser detinguts i La Motte va ser penjat. Després de ser informat sobre la missió que A Peregrina havia dut a terme a Pernambuco, el rei Dom João III va decidir iniciar la colonització del Brasil, dividint el seu territori en capitanies hereditàries.